# The Panama Deception
The Panama Deception é um filme-documentário estadunidense de 1992 dirigido e escrito por Barbara Trent, que fala sobre a invasão do Panamá pelos Estados Unidos em 1989. Venceu o Oscar de melhor documentário de longa-metragem na edição de 1993.

## Elenco
- Elizabeth Montgomery - Narradora